# مسعود پزشکیان
مسعود پزشکیان (زادهٔ ۷ مهر ۱۳۳۳) سیاستمدار و پزشک ایرانی است که از سال ۱۴۰۳ به‌عنوان نهمین رئیس‌جمهور ایران فعالیت می‌کند. او همچنین از سال ۱۳۸۷ تا مرداد ۱۴۰۳ نمایندهٔ حوزهٔ انتخابیهٔ تبریز، آذرشهر و اسکو در مجلس شورای اسلامی بود و در دورهٔ دهم مجلس، به‌عنوان نایب‌رئیس اول انتخاب شد. پزشکیان پیش‌تر از ۱۳۸۰ تا ۱۳۸۴ سمت وزیر بهداشت، درمان و آموزش پزشکی در دولت محمد خاتمی را برعهده داشت.
پزشکیان دارای فوق‌تخصص جراحی قلب از دانشگاه علوم پزشکی ایران است. او در دوران جنگ ایران و عراق، مسئول اعزام نیروهای پزشکی به جبهه بود و به‌عنوان رزمنده و پزشک خدمت می‌کرد. پزشکیان از ۱۳۷۹ تا ۱۳۸۰ در کابینهٔ اول سید محمد خاتمی و در زمان وزارت محمد فرهادی، معاون سلامت وزارت بهداشت، درمان و آموزش پزشکی بود و در کابینهٔ دوم خاتمی به‌عنوان وزیر بهداشت، درمان و آموزش پزشکی از مجلس رأی اعتماد گرفت. او در دورهٔ وزارتش یک بار مورد استیضاح ناموفق مجلس قرار گرفت. پزشکیان در ۱۳۸۶ برای نخستین بار به‌عنوان نمایندهٔ آذربایجان شرقی به دورهٔ هشتم مجلس شورای اسلامی راه یافت.
پزشکیان در انتخابات ریاست‌جمهوری ۱۳۹۲ شرکت کرد، اما قبل از آغاز بررسی صلاحیت‌ها به علت ثبت‌نام اکبر هاشمی رفسنجانی انصراف داد و در انتخابات ریاست‌جمهوری ۱۴۰۰ توسط شورای نگهبان رد صلاحیت شد. او در انتخابات ریاست‌جمهوری ۱۴۰۳ به‌عنوان نمایندهٔ جبههٔ اصلاحات تأیید صلاحیت شد و در دور دوم با کسب ۵۷٪ از آرای مأخوذه به عنوان رئیس‌جمهور انتخاب شد. پیروزی مسعود پزشکیان بر سعید جلیلی با فاصله کمتر از سه میلیون رای در دور دوم جایگاه نامقبول‌ترین رئیس قوه مجریه در تاریخ دولت‌های جمهوری اسلامی را نشان می‌دهد. بر خلاف تصویرسازی اصلاح‌طلبان و حلقه اصلی حامیان او، در عرصه سیاسی ایران چیزی تغییر نکرده و موقعیت اقلیتی پزشکیان در جامعه ایران حتی از سید ابراهیم رئیسی بدتر است.
دوران ریاست جمهوری او با تشدید جنگ نیابتی ایران و اسرائیل و فروپاشی تقریبی محور مقاومت همراه شد. در طول سه ماه نخست پیروزی او در انتخابات، رهبران و فرماندهان کلیدی حماس و حزب‌الله لبنان توسط اسرائیل ترور و کشته شدند، در پنجمین ماه دولت او حکومت بشار اسد در سوریه سقوط کرد و ارتباط ایران با سه نیروی حامی خود پس از چهار دهه تقریباً پایان یافت. در آستانه یک سالگی ریاست جمهوری وی اسرائیل به ایران حمله کرد. همچنین بحران اقتصادی و تورم در ایران شدت یافت و ارزش پول ملی بیش از پیش کاهش یافت، سراسر کشور با خاموشی بی‌سابقه برق و قطعی بی‌سابقه آب نیز مواجه شد.
پزشکیان مدافع ولایت فقیه، سید علی خامنه‌ای و سپاه پاسداران است و شک کردن به اصل ولایت فقیه و زیر سؤال بردن آن را از نظر اعتقادی جایز نمی‌داند. او خیزش ۱۴۰۱ ایران و ایجاد «اغتشاش» را به سود منافقان و دشمنان ایران عنوان کرده، هرچند انتقاداتی نسبت به برخورد حکومت با معترضان و روایات حکومتی در آن مقطع نیز مطرح ساخته است. پزشکیان بنابر گفتهٔ خودش پس از انقلاب ۱۳۵۷ از مدافعان حجاب اجباری در ایران بوده، اما اکنون با طرح‌های حکومت برای برقرار کردن حجاب اجباری مخالف است و معتقد است باید برای حفظ حجاب «کار فرهنگی» انجام شود. او از مخالفان فیلترینگ و محدودیت‌های اینترنتی است، اما از مداخلهٔ دولت در اینترنت در «مواقع خاص» دفاع می‌کند. همچنین پزشکیان از برنامه‌های برجام و پیوستن ایران به اف‌ای‌تی‌اف حمایت کرده است.

## زندگی و تحصیلات
مسعود پزشکیان در ۷ مهر ۱۳۳۳ در مهاباد به دنیا آمد. مادرش محبوبه سودبخش (۱۳۰۲–۱۳۶۷) و پدرش محمدعلی (۱۲۷۹–۱۳۵۷) نسبت خانوادگی داشتند و میانهٔ سال ۱۳۲۰ ازدواج کردند؛ هر دو متولد ارومیه بودند و کار محمدعلی پس از ازدواج به داروخانه بیمارستان شیر و خورشید مهاباد منتقل شد. فرزند نخست آن‌ها پس از شش ماه درگذشت و پس از او، به ترتیب محمود، ثریا، حوریه، مسعود، یوسف و زیبا متولد شدند. به گفته خود مسعود پزشکیان پدر و مادر او هر دو از ترکان آذربایجان ایران هستند. (با این وجود برخی منابع پدر او را آذری و مادر او را کُرد معرفی کرده‌اند). تابناک با استناد به حوزه محل ثبت سند پدرش که قصر شیرین است، پدر او را کُردتبار معرفی کرد. او به هر دو زبان تُرکی آذربایجانی و کُردی سورانی سخن می‌گوید. در انتخابات ۱۴۰۳، بخشی از صفحه توضیحات شناسنامه پزشکیان منتشر شد که نشان می‌داد نام خانوادگی پیشین وی پوزیده بوده است.
پزشکیان تحصیلات ابتدایی خود را در مهاباد طی کرد و سپس به ارومیه رفت و در هنرستان کشاورزی ارومیه، دیپلم صنایع غذایی گرفت. پس از اخذ دیپلم، در سال ۱۳۵۲ جهت انجام خدمت سربازی به زابل در استان سیستان و بلوچستان منتقل شد و در همین دوره بود که به پزشکی علاقه پیدا کرد و در نتیجه در سال ۱۳۵۴ و پس از اتمام خدمت سربازی، دیپلم دوم خود را در رشتهٔ علوم تجربی اخذ کرد و در سال ۱۳۵۵ در رشتهٔ پزشکی دانشگاه تبریز پذیرفته شد.
پزشکیان در گفتگویی با صدا و سیما در سال ۱۳۹۳ خود را از بانیان پاکسازی دانشگاه علوم پزشکی تبریز و آغاز انقلاب فرهنگی دانست. او اذعان داشت بلافاصله بعد از انقلاب ۱۳۵۷، پیش از رسمی‌شدن قانون حجاب اجباری، مقررات پوشش را برای ورود به دانشگاه علوم‌پزشکی تعیین کرده و زنان را مجبور کرده که تنها با پوشش روسری، مانتوی بلند و شلوار در دانشگاه حاضر شوند. او گفته آن‌ها «در جریانات پاک سازی و بازسازی» یک نفر را هم اخراج نکرده‌اند و با «حرف زدن و توجیه» حجاب را قبولاندند و اجرا کردند. پزشکیان در دوران جنگ ایران و عراق، مسئول اعزام اکیپ‌های پزشکی به جبهه‌ها بود و هم‌زمان به‌عنوان رزمنده و پزشک فعالیت می‌کرد.
پزشکیان در دانشگاه هاروارد آمریکا و نیز در انگلستان دوره‌های مدیریت سلامت را گذرانده است. او دورهٔ پزشکی عمومی خود را در سال ۱۳۶۴ به پایان رساند و در سمت مربی فیزیولوژی شروع به تدریس در دانشکدهٔ پزشکی کرد. در سال ۱۳۶۹ تخصص خود در رشتهٔ جراحی عمومی را از دانشگاه علوم پزشکی تبریز اخذ کرد و سپس در سال ۱۳۷۲ فوق‌تخصص جراحی قلب را از دانشگاه علوم پزشکی ایران دریافت نمود و در بیمارستان قلب شهید مدنی تبریز استخدام شد که پس از مدتی رئیس این بیمارستان شد.
پزشکیان استاد جراحی قلب و عروق دانشگاه علوم پزشکی تبریز است. او طی سال‌های ۱۳۷۳ تا ۱۳۷۹، ریاست این دانشگاه را عهده‌دار بود. او طی این دوره برای رهبری پروژهٔ ساخت ۶۰۰ خانهٔ بهداشت روستایی در آذربایجان شرقی از سوی سازمان جهانی بهداشت مورد تقدیر قرار گرفت. پزشکیان سردبیر مجلهٔ تحقیقات قلب و عروق و قفسهٔ سینه است که در مرکز تحقیقات قلبی-عروقی دانشگاه علوم پزشکی تبریز منتشر می‌شود. او در بیمارستان‌های دولتی و مراکز پزشکی دانشگاه دولتی مشغول به‌کار است. پزشکیان همچنین از سال ۱۳۸۹ عضو پیوسته فرهنگستان علوم پزشکی ایران است.

## وزارت بهداشت
پزشکیان مابین ۱۳۷۹ تا ۱۳۸۰ در دورهٔ وزارت محمد فرهادی، معاون سلامت وزارت بهداشت، درمان و آموزش پزشکی در کابینهٔ اول سیدمحمد خاتمی بود. پیش از سال ۱۳۸۰ و تشکیل کابینهٔ دوم محمد خاتمی، پزشکیان در میان فعالان سیاسی ایران شناخته شده نبود.
پزشکیان در کابینهٔ دوم سیدمحمد خاتمی به‌عنوان وزیر بهداشت، درمان و آموزش پزشکی از مجلس رأی اعتماد گرفت. انتصاب او به وزارت بهداشت باعث استعفای بعضی از مدیران وزارتخانه شد. از جمله غلامرضا انصاری در نامه‌ای او را شایستهٔ وزارت ندانست. او در دورهٔ تصدی وزارت، پس از گذراندن دو سال از این سمت، به خاطر مشکلات دارو، تعرفه‌های پزشکی و سفرهای خارجی، مورد استیضاح مجلس قرار گرفت که رأی نیاورد و با کسب اعتماد مجدد مجلس وزیر ماند. در دورهٔ وزارت او طرح مجلس برای واگذاری دانشگاه علوم پزشکی به وزارت علوم به نتیجه‌ای نرسید.

#### پروندهٔ زهرا کاظمی
در ۲ تیر ۱۳۸۲ زهرا کاظمی، عکاس-خبرنگار ایرانی-کانادایی که در حال تهیهٔ گزارش از تجمع خانواده‌های بازداشت‌شدگان ناآرامی خرداد ۱۳۸۲ تهران در برابر زندان اوین بود؛ بازداشت شد و پس از ۱۸ روز در زندان درگذشت. محافظه‌کاران در ایران می‌گفتند او ممکن است به‌طور تصادفی بر اثر افتادن یا حتی زدن تعمدی سر خود به یک شیء سخت مجروح شده باشد. سعید مرتضوی، دادستان وقت تهران تلاش کرد سکته را دلیل مرگ او عنوان کند. پزشکیان به‌عنوان وزیر بهداشت وقت، این نظر را که کاظمی خود مسبب این جراحت بوده؛ رد کرد. او گفت شکستگی جمجمهٔ او نمی‌توانسته در اثر «برخورد تصادفی سر با شیء سخت ایجاد شده باشد.» به گفتهٔ عبدالله رمضان‌زاده، سخنگوی وقت دولت، پزشکیان در جلسهٔ دولت گفت مطمئن است مرگ کاظمی عمدی بوده. پزشکیان گفت اگر کاظمی به‌موقع درمان می‌شد، زنده می‌ماند. او خونریزی درون‌جمجمه‌ای را دلیل مرگ کاظمی دانست ولی گفت پیکر کاظمی را شخصاً معاینه کرده و اثری از کبودی یا بریدگی روی صورت او ندیده است. این در حالی است که در گزارش کمیسیون اصل ۹۰ مجلس، به اظهارات خانوادهٔ کاظمی و برخی از مسئولان اشاره می‌شود که به «آثار جراحت» در بدن زهرا کاظمی اشاره کرده‌اند؛ موضوعی که در گزارش و مصاحبهٔ پزشکیان، تکذیب شده است. پزشکیان همچنین در پاسخ به درخواست کانادا برای بررسی دلیل مرگ کاظمی گفت ایران دانش کافی برای معاینهٔ پیکر و یافتن دلیل مرگ او را دارد و این کشور اجازهٔ تحقیق به تیم‌های خارجی را نمی‌دهد. کمیتهٔ کارشناسی هیئت تحقیق ریاست‌جمهوری در خصوص فوت زهرا کاظمی زیر نظر پزشکیان گزارشی تهیه کرد که بر اساس آن مرگ کاظمی «بر اثر ضربه به جمجمه و خون‌ریزی حاصل از آن به وقوع پیوسته و این ضربه موجب ایجاد شکستگی خطی در جمجمه شده است».

## نمایندگی مجلس شورای اسلامی

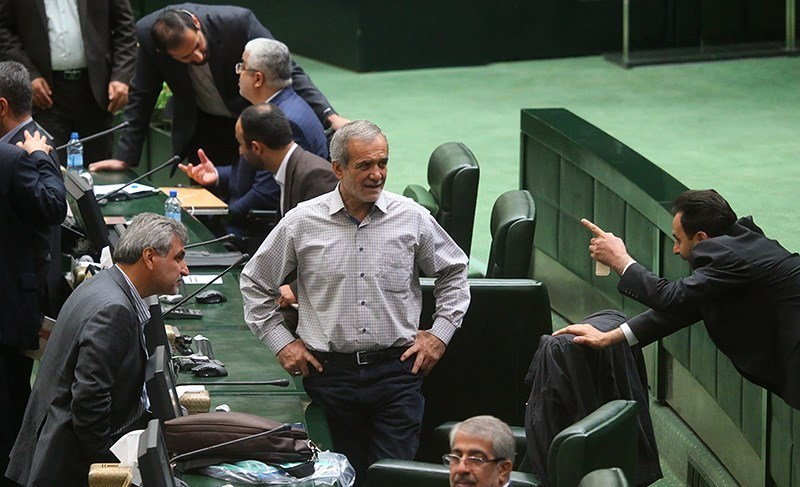
انتخابات هیئت رئیسه دائم مجلس دهم ایران

با آغاز دولت احمدی‌نژاد، پزشکیان دو سال از سیاست دوری کرد. سپس در سال ۱۳۸۶ موفق شد در دورهٔ هشتم مجلس شورای اسلامی به‌عنوان نماینده آذربایجان شرقی با کسب ۱۰۵٬۶۳۹ رأی برای اولین بار راهی مجلس شود. از اقدام‌های جنجالی او در این دوره، دفاع از اعتبارنامه سلمان خدادادی بود که به اتهام تجاوز و آزار جنسی در کمیسیون تحقیق رد شده بود. پزشکیان در نطق خود در جلسه غیرعلنی مجلس در دفاع از خدادادی گفت: «واعظان کین جلوه در محراب و منبر می‌کنند، چون به خلوت می‌روند آن کار دیگر می‌کنند.» این سخن خشم محمّدابراهیم نکونام و روح‌الله حسینیان، دو روحانی اصولگرای موافق رد اعتبارنامه خدادادی را برانگیخت و آنان با پزشکیان مشاجره کردند. در نهایت، اعتبارنامه خدادادی با ۱۴۹ رأی مثبت، ۷۷ رأی منفی و ۱۷ رأی ممتنع از مجموع ۲۴۸ نماینده حاضر در جلسه علنی مجلس تأیید شد.

پزشکیان نطق تندی در اعتراض به برخورد پلیس با اعتراضات پس از انتخابات ریاست‌جمهوری سال ۱۳۸۸ داشت که فضای مجلس را متشنج کرد و توسط حداد عادل، رئیس وقت مجلس، به بی‌انصافی متهم شد. او همچنین در سال ۱۳۸۹ به انحلال دانشگاه علوم پزشکی ایران توسط دولت اعتراض کرد.

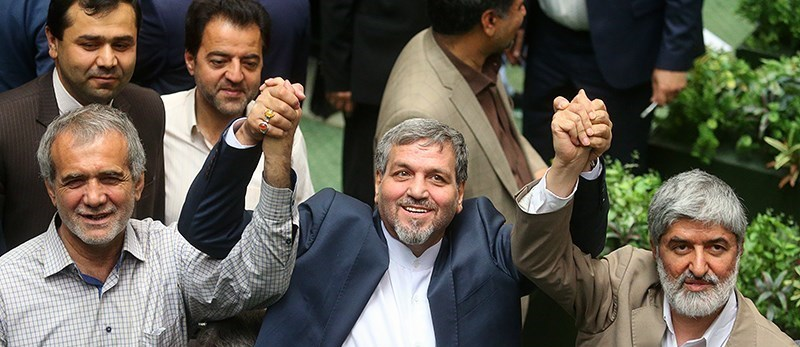
از راست: علی مطهری، مصطفی کواکبیان و مسعود پزشکیان، در افتتاحیهٔ دورهٔ دهم مجلس شورای اسلامی

پزشکیان در دورهٔ نهم مجلس شورای اسلامی، با کسب ۱۵۹٬۵۰۱ رأی و در دورهٔ دهم با کسب ۲۶۱٬۶۰۵ رأی مجدداً از حوزه انتخابیه آذربایجان شرقی وارد مجلس شد و در هر دو دوره عضو کمیسیون بهداشت و درمان مجلس بود.
در دورهٔ دهم، اصلاح‌طلبان پذیرفتند به شرط نایب‌رئیسی پزشکیان و علی مطهری، از علی لاریجانی برای ریاست مجلس حمایت کنند. پزشکیان در انتخابات هیئت رئیسه به‌عنوان نامزد فراکسیون امید شرکت کرد و با کسب ۱۵۸ رأی نایب‌رئیس اول مجلس شد که این سمت را تا سال ۱۳۹۹ عهده‌دار بود. در همین دوره، او طرح عرضه مواد مخدر توسط دولت را برای مقابله با اعتیاد مطرح کرد و خواستار «خارج شدن اعتیاد از جرم‌انگاری و معرفی آن به‌عنوان یک بیماری» شد که این موضع با مخالفت پلیس مواجه شد.

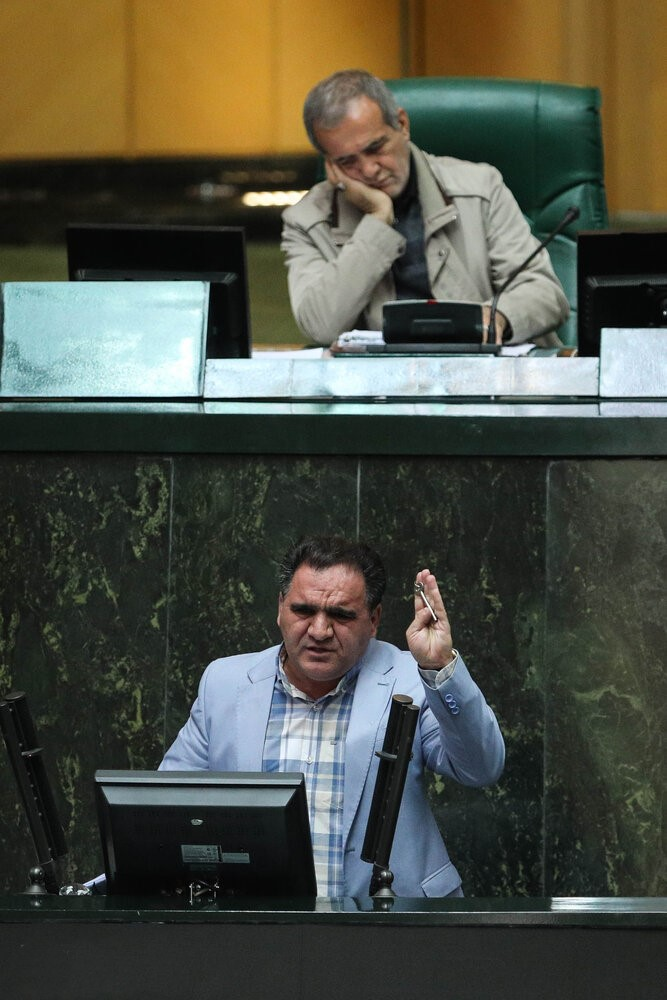
حسین مقصودی، نمایندهٔ سبزوار در مجلس دهم

پزشکیان در مجلس دهم، به‌عنوان رئیس فراکسیون ترک‌زبانان قرار گرفت. این فراکسیون هدف خود را استفاده از ظرفیت نمایندگان ترک‌زبان در جهت رفع مشکلات و توسعه متوازن مناطق ترک‌نشین اعلام کرد. پزشکیان در پاسخ به انتقاداتی که از تشکیل چنین فراکسیونی وجود داشت، گفت هدف آن‌ها این بوده که نمایندگان ترک‌زبان دور هم جمع شوند تا بتوانند در چارچوب قانون وظایف خود را از حاکمیت پیگیری کنند.
پس از بحران مؤسسات مالی و اعتباری ۱۳۹۶، پزشکیان ریاست کمیته ویژه مجلس را برای ساماندهی سپرده‌گذاران مؤسسات اعتباری برعهده داشت و حاکمیت را مسئول بحران به وجود آمده دانست. وی نسبت به حصر خانگی میرحسین موسوی و مهدی کروبی منتقد بوده و آن را برخلاف مصالح کشور خوانده است. پس از تشکیل کمیته رفع حصر در مجلس در سال ۱۳۹۶، پزشکیان عضو آن کمیته شد تا با مصالحه میان بخش‌های مختلف حکومت به حصر خاتمه بدهند؛ اما موفقیتی درپی نداشت.

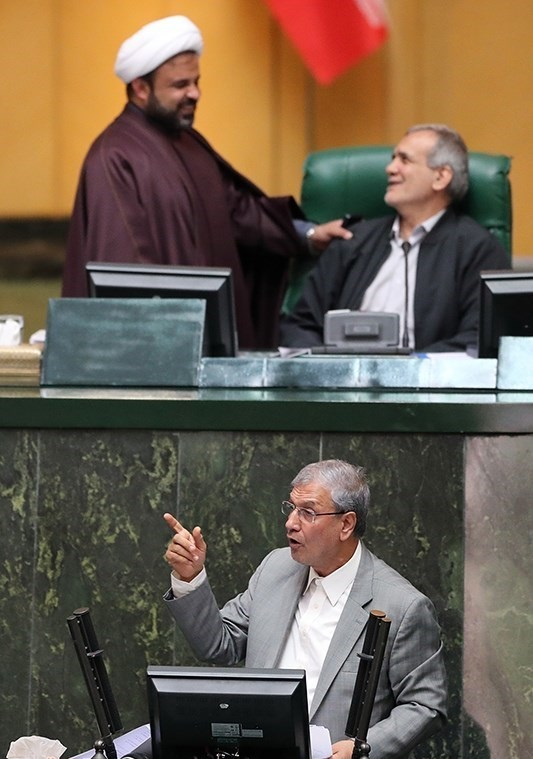
جلسهٔ استیضاح وزیر تعاون، کار و رفاه اجتماعی

به نقل از برخی اعضای هیئت‌رئیسه مجلس در سال ۱۳۹۸، پزشکیان در حاشیه جلسات هیئت‌رئیسه، در واکنش به نقدهای اصولگرایان به دولت روحانی، با اشاره به اینکه بیشتر امکانات کشور به‌جای دولت در دست نهادهای انتصابی منتسب به اصولگرایان است و این نهادها پاسخگو و مسئولیت‌پذیر نیستند، پیشنهاد حذف مقام ریاست‌جمهوری و جایگزینی آن با قائم‌مقام اجرایی رهبر را مطرح کرد. اصولگرایان این سخن را «طرح اصلاح‌طلبان برای ایجاد قائم‌مقام رهبری» خواندند ولی اصلاح‌طلبان آن را اظهاراتی «طعنه‌آمیز و کنایی» دانستند. پزشکیان ضمن تکذیب این نقل‌قول اعلام کرد که او پیشنهاد داده با توجه به جنگ اقتصادی ترامپ علیه ایران، ستادی متشکل از بالاترین ارکان نظام تشکیل شود تا بتواند نقش فرماندهی را در برابر این جنگ اقتصادی ایفا کند و همه نهادها از آن تبعیت کنند. در دورهٔ یازدهم مجلس، پزشکیان عضو کمیسیون‌های بهداشت و درمان و تلفیق برنامه هفتم بود. او با طرح صیانت مخالفت کرده و پیش‌بینی کرده این طرح در رسیدن به اهدافش موفق نخواهد شد.
پزشکیان در انتخابات دوازدهمین دورهٔ مجلس شورای اسلامی نیز شرکت کرد که در ابتدا توسط هیئت اجرایی انتخابات رد صلاحیت شد. دلیل رد صلاحیت او، عدم التزام به جمهوری اسلامی اعلام شد که بعداً توسط شورای نگهبان رد و صلاحیت او تأیید گردید. او خود تأیید صلاحیتش را به دستور رهبر جمهوری اسلامی دانست و گفت رهبری با این کار او را مدیون خود کرده است. وی در این دوره با کسب ۹۵٬۹۹۳ رأی به مجلس راه یافت.

## انتخابات ریاست‌جمهوری

### انتخابات ریاست‌جمهوری ۱۳۹۲
پزشکیان در ۲۱ اردیبهشت ۱۳۹۲ و در آخرین روز ثبت‌نام انتخابات ریاست‌جمهوری ایران (۱۳۹۲) با حضور در وزارت کشور در این انتخابات نام‌نویسی کرد اما از نامزدی انصراف داد. او دلیل انصراف خود را ثبت‌نام اکبر هاشمی رفسنجانی اعلام کرد.

### انتخابات ریاست‌جمهوری ۱۴۰۰
پزشکیان در آخرین روز ثبت‌نام نامزدهای انتخاباتی، اقدام به ثبت‌نام در سیزدهمین دورهٔ انتخابات ریاست‌جمهوری ایران کرد که در نهایت توسط شورای نگهبان رد صلاحیت شد. پزشکیان که در آن زمان نماینده مجلس بود از شورای نگهبان خواست دلایل رد صلاحیت او را اعلام کند. او در نطقی در مجلس که با اعتراض نمایندگان مواجه شد و آن را «دشمن شادکن» خواندند، گفت «اگر قرار است گروهی حرف بزنند اجازه بدهید طرف مقابل هم حرف بزند اگر قرار است عده‌ای در قدرت باشند، بگذارید همه باشند. کشور مال همه است، مال دسته یا گروه خاصی نیست. مردم پشت سر ما حرف‌های خوبی نمی‌زنند. ما مقصریم.»

### انتخابات ریاست‌جمهوری ۱۴۰۳

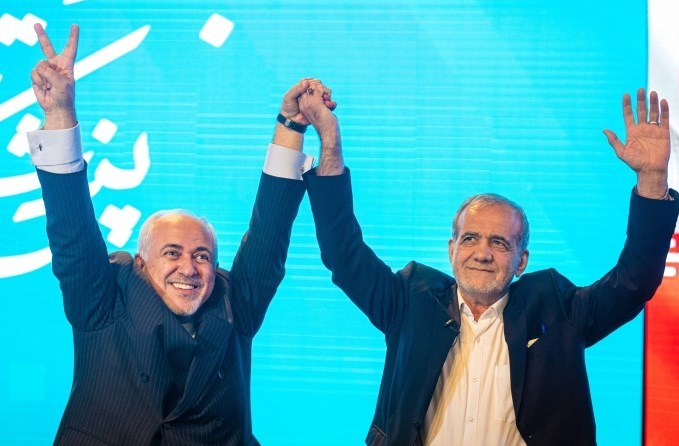
پزشکیان و محمدجواد ظریف در گردهمایی انتخاباتی در مرکز همایش‌های برج میلاد، ۳۱ خرداد ۱۴۰۳

وی در روز شنبه ۱۲ خرداد ۱۴۰۳ با حضور در وزارت کشور برای انتخابات ریاست‌جمهوری دورهٔ چهاردهم ثبت‌نام کرد و در ۲۰ خرداد صلاحیت وی توسط شورای نگهبان احراز شد. پیش از اعلام صلاحیت نامزدها، جبهه اصلاح‌طلبان او را در کنار اسحاق جهانگیری و عبّاس آخوندی، کاندیدای خود معرفی کردند. پس از اعلام نام نامزدهای نهایی، جبهه اصلاحات او را به عنوان تنها نامزد خود اعلام کرد زیرا دیگر نامزدهای آنها تأیید صلاحیت نشدند. سیّد محمّد خاتمی و حسن روحانی، رئیس‌جمهورهای پیشین ایران، هم از او حمایت کردند.
پزشکیان به‌دنبالِ بهبود روابط با غرب بر سر برنامه هسته‌ای ایران به‌منظور کاهش تحریم‌های آمریکا بوده و موضع ملایم‌تری در قبال الزام زنان به حجاب داشته است. یکی از رویکردهای او جلب نظر رای‌دهندگان سرخورده، به‌ویژه نسل‌های جوان است.
پزشکیان در دور نخست انتخابات بیش از ۱۰٬۴۱۵ میلیون رای کسب کرد اما به‌دلیل اینکه نتوانست ۵۰٪ آرا را به خود اختصاص دهد، او و سعید جلیلی به دور دوم انتخابات رفتند. پزشکیان در مرحله دوم انتخابات که در ۱۵ تیر برگزار شد، رقیب سعید جلیلی بود و با کسب بیش از ۵۳ درصد آرا از کل آراء ماخوذه به‌عنوان نهمین رئیس‌جمهور ایران انتخاب شد. او در این دور ۱۶٬۳۸۴٬۴۰۳ رای کسب کرد.

## ریاست‌جمهوری
پس از پیروزی در انتخابات، آرمان امروز پزشکیان را به میخائیل گورباچف، واپسین رهبر شوروی تشبیه کرد که این موضوع حواشی‌ای به دنبال داشت.
مراسم تنفیذ و تحلیف پزشکیان به‌ترتیب در ۷ و ۹ مرداد ۱۴۰۳ برگزار شد. او در ۲۱ مرداد ۱۴۰۳ کابینه پیشنهادی خود را برای گرفتن رأی اعتماد به مجلس شورای اسلامی معرفی کرد. این کابینه شامل یک زن و سه وزیر کابینه قبلی است. جبهه اصلاحات نسبت به حضور افرادی از جناح مخالف در ترکیب کابینه انتقاد کرد. ظریف نیز با انتقاد از این ترکیب از معاونت رئیس‌جمهور استعفا داد. بعضی از حامیان پزشکیان از جمله اسحاق جهانگیری، صادق زیباکلام و محمدعلی ابطحی نیز با وجود ابراز انتقاداتی از کابینه، ادامه حمایت خود از پزشکیان و کابینه‌اش را اعلام کردند. پیش از اعلام رأی اعتماد نمایندگان، مسعود پزشکیان در سخنرانی خود برای دفاع از وزرای پیشنهادی، چند بار گفت که فهرست کابینه چهاردهم را با رهبر جمهوری اسلامی ایران هماهنگ کرده است. وی در سخنان خود گفت: «من نمی‌خواهم جزئیات را بگویم. من می‌خواهم بگویم هماهنگ شده‌ایم و به اینجا آمده‌ایم، شما از ما بپذیرید، خانم صادق را خود آقا گفتند باشد، چرا مرا وادار می‌کنید چیزهایی که نباید را بگویم؟»
پس از انفجار پیجرهای متعلق به اعضای حزب‌الله لبنان در سپتامبر ۲۰۲۴ که در بحبوحهٔ تنش‌های فزاینده میان ایران و اسرائیل رخ داد، پزشکیان اعلام کرد که ایران آماده کاهش خصومت‌ها در صورت اقدام مشابه از سوی اسرائیل است. با این حال، پس از ترور فرماندهٔ ایرانی عباس نیلفروشان و رهبران حزب‌الله از جمله سید حسن نصرالله و حملهٔ اسرائیل به جنوب لبنان، ایران در اکتبر ۲۰۲۴ موشک‌هایی به سمت اسرائیل شلیک کرد. پزشکیان اظهار داشت که این حملات موشکی پاسخی به تجاوز اسرائیل بوده و به اسرائیل هشدار داد که از درگیر شدن در یک جنگ با ایران خودداری کند.
در ۱۳ ژوئن ۲۰۲۵، اسرائیل با انجام حملات هوایی علیه ایران، آغازگر جنگ ایران و اسرائیل بود. در پاسخ، پزشکیان دستور تعلیق همکاری ایران با آژانس بین‌المللی انرژی اتمی را صادر کرد. او اسرائیل را متهم کرد که در جریان این درگیری قصد ترور او را داشته است. یک مقام ایرانی نیز اعلام کرد که پزشکیان در جریان حمله هوایی به جلسه شورای عالی امنیت ملی در تهران در ۱۵ ژوئن به‌طور جزئی زخمی شده است. منابع اطلاعاتی آمریکا نیز این خبر را تأیید کردند.

### سفرهای خارجی

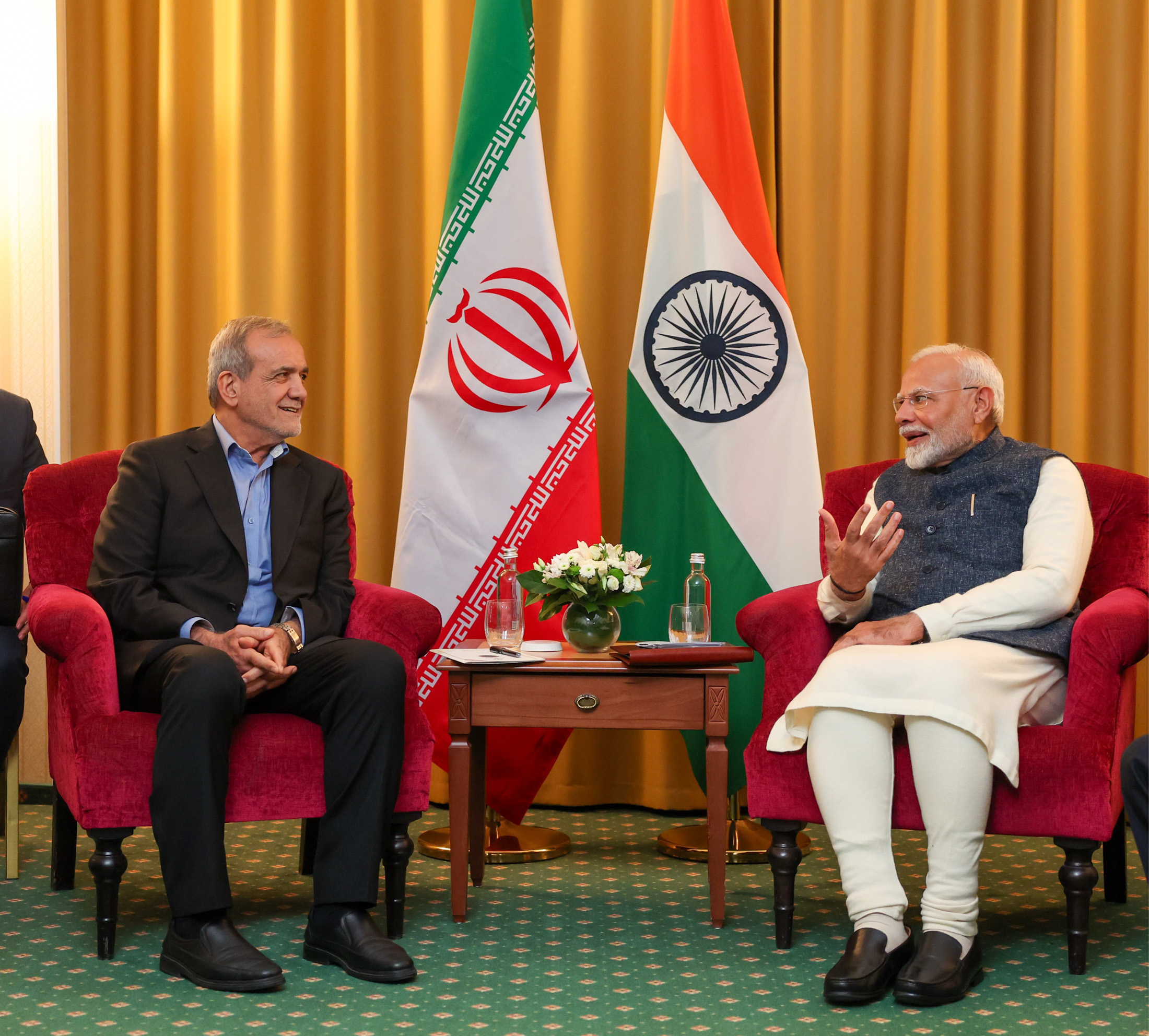
گفتگوی پزشکیان و نارندرا مودی نخست‌وزیر هند در اجلاس بریکس، ۱ آبان ۱۴۰۳

پزشکیان در ۲۳ شهریور ۱۴۰۳ سفری سه‌روزه به عراق داشت و با نچیروان ادریس بارزانی رئیس اقلیم کردستان ملاقات کرد. این نخستین سفر یک رئیس‌جمهور ایران به اقلیم کردستان عراق بود. او در سفر به عراق ایدهٔ برداشتن برخی محدودیت‌های مرزی و تسهیل همکاری و داشتن واحد پول مشترک مانند اتحادیه اروپا را مطرح کرد.
سفرِ بعدیِ پزشکیان برای سخنرانیِ سالانه در سازمان ملل متّحد به نیویورک بود که در جریان آن دیداری خصوصی با چند اندیشمندِ ایرانی‌الاصل، از جمله عبّاس امانت و محسن میلانی، نیز داشت.

## مواضع
پزشکیان با وجود اینکه در برخی انتخابات مجلس شورای اسلامی از حمایت برخی افراد و گروه‌های اصلاح‌طلب برخوردار بوده، در سال ۱۳۹۰ گفته است: «صد بار گفته‌ام و باز هم می‌گویم که اصلاح‌طلب نیستم». پزشکیان در سال ۱۳۹۲ توضیح داد جزو دسته‌جات و گروه‌های اصلاح‌طلبی نیست اما اصلاحات و اصلاح‌طلبی را با جان و دل قبول دارد. او در یک نشست خبری در جریان انتخابات ریاست‌جمهوری ۱۴۰۳ گفت: «اینکه در جلسهٔ مجمع عمومی جبههٔ اصلاحات ایران گفته‌ام من اصولگرا هستم، به این دلیل است که اصولی دارم و آن هم حق و عدالت است. برای رسیدن به این دو اصل باید اصلاحات کرد. نمی‌توان بدون اصلاحات به حق و عدالت رسید».

### ولایت فقیه
پزشکیان در سال ۱۳۸۸ در گفتگو با خبرگزاری ایسنا، شک کردن به اصل ولایت فقیه و زیر سؤال بردن آن را از نظر اعتقادی جایز ندانست. او ولایت فقیه را همه آن چیزی دانست که «زندگی، اعتقاد و باورمان را از آن داریم» و در ادامه نتیجه گرفت که اگر بر اساس اعتقاد به آن عمل کنیم، مشکلی پیش نمی‌آید. پزشکیان در جریان رقابت‌های چهاردهمین انتخابات ریاست‌جمهوری، در دانشگاه تهران در جریان جلسه‌ای دانشجویی، اعلام کرد رهبری را نه تنها قبول دارد؛ بلکه «ذوب» در اوست و کسی حق توهین و بی‌احترامی به علی خامنه‌ای را ندارد. او معتقد است دلیل نارضایتی مردم این است که افراد مسئول و مجری، به دلیل ناتوانی و فقدان تخصص سیاست‌های رهبری را به درستی اجرا نمی‌کنند. او در انتخابات ریاست جمهوری ۱۴۰۳ نیز برنامه خود را اجرای برنامه رهبری عنوان کرد.

### اعتراضات ۱۳۸۸
پس از انتخابات شبهه‌برانگیز ریاست‌جمهوری سال ۱۳۸۸، فراکسیون اقلیت مجلس در خصوص حضور یا عدم حضور در مراسم تحلیف محمود احمدی‌نژاد جلسه برگزار کرد ولی نتیجه جمعی حاصل نشد و تصمیم به خود اعضا واگذار شد. مسعود پزشکیان به همراه اکثریت اعضای این فراکسیون در مراسم تحلیف احمدی‌نژاد شرکت کرد و خبرگزاری دولت این حضور را با تیتر «شکست پروژه اخلال در مراسم تحلیف» پوشش داد. پزشکیان پیش از این در واکنش به نتیجه انتخابات دهم گفته بود باید نظر شورای نگهبان در خصوص نتیجه انتخابات را بپذیریم، حتی اگر نظر متفاوتی نسبت به آن داریم.
در جریان اعتراضات پس از انتخابات ریاست‌جمهوری سال ۱۳۸۸، پزشکیان در نطقی از نحوه برخورد با معترضان انتقاد کرد که فضای مجلس را به تشنج کشید. او در صحبت خود از سخنان امام اول شیعیان خطاب به مالک اشتر یاد کرد که «مانند یک حیوان وحشی به جان مردم نیفت». پس از مرگ رامین پوراندرجانی، پزشک بازداشتگاه کهریزک که معترضان پس از انتخابات ریاست‌جمهوری سال ۱۳۸۸ در آن محبوس بودند، پزشکیان در ۲۶ آبان ۱۳۸۸ از پزشکی قانونی خواست علت مرگ او را اعلام کند و مرگ بر اثر سکته قلبی را متناسب با سن و سال پوراندرجانی ندانست. در جریان اعتراضات ۱۶ آذر ۱۳۸۸، صدا و سیما گزارشی را پخش کرد که در آن فردی نامعلوم عکس روح‌الله خمینی را پاره می‌کند و این اقدام را به اعتراض دانشجویان نسبت داد. مسعود پزشکیان ضمن محکومیت پاره کردن عکس روح‌الله خمینی، این اقدام را غیرقابل بخشش خواند و خواستار شناسایی عوامل آن و برخورد جدی با آن‌ها شد.

### سپاه پاسداران

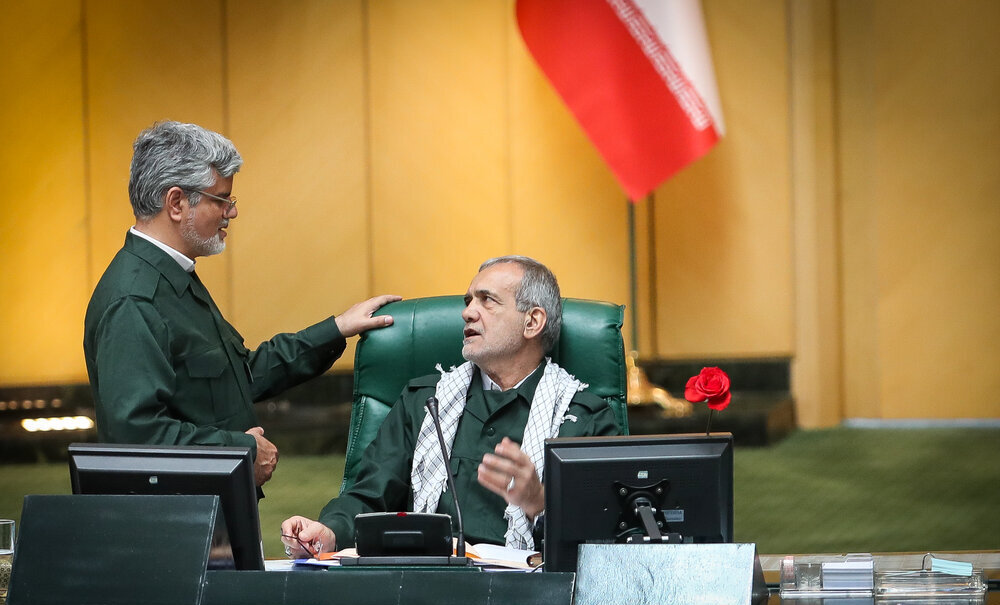
پزشکیان و محمود صادقی با لباس سپاه پاسداران، اقدامی در محکومیت اقدام دولت ایالات متحدهٔ آمریکا به قرار دادن سپاه پاسداران در فهرست گروه‌های تروریستی

پزشکیان در جریان جلسات مجلس، در واکنش به تروریستی اعلام کردنِ دولتِ ایالاتِ متّحده سپاهِ پاسداران را، ضمن محکومیت این اقدام، مدعی شد ملت با قدرت از سپاه مقتدر دفاع می‌کند. پس از سرنگونی پهپاد گلوبال هاوک آمریکایی توسط سپاه پاسداران پزشکیان در نطقی حکومت آمریکا را تروریست دانست و اقدام سپاه برای هدف قرار دادن این پهپاد را «مشت محکمی به دهان یاوه‌گویی‌های سران آمریکای جنایتکار» توصیف کرد. پزشکیان در یک جلسه دانشگاهی، در پاسخ به انتقادی از او نسبت به پوشیدن لباس سپاه، اعلام کرد باز هم این لباس را می‌پوشد. او گفت سپاه با آنچه که شما الان بیرون می‌بینید خیلی فرق دارد، سپاه اگر نبود مملکت تجزیه می‌شد. همچنین پزشکیان در نطقی دیگر در مجلس گفت بدون وجود سپاه پاسداران، روی امنیت را نمی‌دیدیم.

### اعتراضات آبان و دی ۱۳۹۸
پزشکیان در مصاحبه‌ای با روزنامهٔ خراسان روش مدیریتی اعتراضات آبان ۱۳۹۸ ایران را از نظر علمی و عقلی غلط دانست و گفت نمی‌شود که مردم یک طرف باشند و دولت با قاطعیت دستور بدهد؛ هر کسی هم خواست حرفی بزند، بزنیم و از بین ببریمش، این با هیچ عقل و منطقی همخوانی ندارد.
او در مصاحبه‌ای دیگر در خصوص اعتراضات آبان ۱۳۹۸ ایران، اذعان کرد به عنوان عضو هیئت رئیسه مجلس دهم، پیگیری‌ای در خصوص این حوادث انجام نداده و حتی اگر پیگیری‌ای هم صورت می‌گرفت، سپاه پاسداران به مجلس پاسخگو نبود. او با اشاره به اینکه عده‌ای در اعتراضات آبان قصد اسقاط جمهوری اسلامی را داشتند و باید دقت کرد که چه گروه و جریانی افراد را به حضور در خیابان تحریک می‌کرد؛ در نهایت مدیریت کشور را در مجموع اتفاقات مقصر دانست و گفت «ما باید بهتر عمل می‌کردیم». همچنین پزشکیان در خصوص عدد دقیق کشته‌شدگان این اعتراضات، ابراز بی‌اطلاعی کرد.
پزشکیان دربارهٔ اعتراضات دی ۱۳۹۸ در نطقی در مجلس از برخورد آمرانه با مردم در پی چنین حوادثی انتقاد نمود و با اشاره به نامه امام اول شیعیان به مالک اشتر، گفت ما باید با انصاف با مردم برخورد کنیم و برخورد خشن با مردم نداشته باشیم و باید از آمرانه عمل کردن و جبارانه برخورد کردن با مردم اجتناب کنیم. او این ادبیات آمرانه را دارای سه تالی‌فاسد دانست: قلب‌ها را سیاه می‌کند، دین را تضعیف می‌کند و انقلاب و دگرگونی‌ها را نزدیک می‌کند.

### قتل حکومتی مهسا امینی
در پی کشته‌شدن مهسا امینی و خیزش ۱۴۰۱ مردم ایران، پزشکیان در سخنرانی‌ای به مناسبت اربعین حسینی با اشاره به اتفاق رخ داده اعلام کرد نمی‌داند مهسا امینی کشته شده یا فوت کرده؛ اما اگر بابت این اتفاق «زمین دهان باز کند و آدم خودش بمیرد جا دارد». در ادامه او با حضور در صداوسیما اعلام کرد از نظر علمی نمی‌شود گفت که مهسا امینی بی‌دلیل فوت کرده. او خواستار ایجاد یک تیم ارزیاب و شفاف‌سازی در خصوص این واقعه شد. او در ادامه با صدور بیانیه‌ای ضمن محکوم کردن اعتراضات، آنچه «دمیدن در آتش خشم و کینه و افتادن کشور در التهاب و آشوب» خواند را به نفع مردم ندانست و آن را به سود منافقان و دشمنان ایران ارزیابی کرد و نسبت به توهین به رهبر جمهوری اسلامی و آنچه که او «کشتن برادران نیروی انتظامی و بسیجی و تخریب اماکن و اموال عمومی» توسط معترضان توصیف کرد؛ ابراز نگرانی کرد. همچنین در این بیانیه تسریع در شفاف نمودن علت مرگ مهسا امینی توسط تیمی کارشناسی و بی‌طرف، و ارزیابی عملکرد و میزان کارایی یا عدم کارایی گشت موسوم به امنیت اخلاقی و تأکید بر برخورد عزتمندانه توأم با دلسوزی و خیرخواهی و به دور از اجبار و امر و نهی با مردم را به عنوان راه‌های برون‌رفت از وضعیت پیش‌آمده، پیشنهاد کرد. پزشکیان نحوه برخورد با معترضان دستگیر شده و محاکمه آن‌ها را مغایر قانون اساسی دانست و خواستار فراهم شدن امکان دسترسی به وکیل برای متهمان شد. او التهاب جامعه را ناشی از عدم اجرای قانون به نحوی که نوشته شده دانست. او گفت: «اگر بخواهیم باز هم تندروی کنیم و خارج از چارچوب‌های قانون برخورد کنیم، بازداشت کنیم و اطلاع ندهیم، خلاف قانون کاری کنیم یا مثلاً اضافه‌تر از زمان قانونی در بازداشت نگه داریم؛ اگر چنین کارهایی انجام دهیم وضعیت را بدتر خواهیم کرد که بهتر نمی‌شود.» پزشکیان «موضع‌گیری صریحش» دربارهٔ مهسا امینی را دلیل رد صلاحیت خود در انتخابات مجلس سال ۱۴۰۲ خواند.
پزشکیان، به همراه علی‌اکبر ولایتی، به عنوان دو پزشک، برای جلب رضایت خانواده روح‌الله عجمیان، بسیجی‌ای که در اعتراضات کرج کشته شده بود، و جلوگیری از حکم اعدام برای حمید قره‌حسنلو، پزشک رادیولوژی و از متهمان آن پرونده، دیدار و رایزنی کردند. خانواده عجمیان اصرار به اعدام قره‌حسنلو داشتند و ولایتی و پزشکیان را مسبب لغو حکم اعدام دانسته و از کنش آنان اعلام نارضایتی کردند.

### حجاب اجباری
پزشکیان با وجود اینکه بنابر گفته خود پس از وقوع انقلاب ۱۳۵۷، از مدافعان حجاب اجباری در ایران بوده و قانون پوشش زنان را پیش از نهایی شدن قانون حجاب اجباری در دانشگاه علوم‌پزشکی اجرا کرده؛ اما اکنون از مخالفان طرح‌های حکومت ایران برای برقرار کردن حجاب اجباری از جمله گشت ارشاد، حجاب‌بان‌ها و جریمهٔ مالی زنان بدون حجاب است. وی معتقد است نباید برخورد حکومت در زمینهٔ پوشش زنان اجباری باشد. با این حال می‌گوید نمی‌تواند قول غیرعملی بدهد و ناچار است متصدیان و متولیان گشت ارشاد را قانع کند که از برخورد با زنانی که حجاب اجباری را برنمی‌تابند، خودداری ورزند. او همچنین معتقد به کار فرهنگی و تربیتی در این زمینه است و استفاده از زور و اجبار را منجر به عناد مردم با مذهب و حکومت ارزیابی می‌کند. پزشکیان دربارهٔ مسائل زنان معتقد است باید از مدرسه و مهدکودک نگاه برابر را آموزش بدهیم.
در پی تلاش دستگاه انتظامی برای فعال کردن دوباره گشت ارشاد در سال ۱۴۰۲، پزشکیان این روش را برای نظام مشکل‌زا دانست. در سال ۱۳۹۰، ۷۹ نماینده منتقد دولت از محمود احمدی‌نژاد سؤال پرسیدند که یکی از این سوالات به سخنان او در مورد نقش دولت در «مبارزه با بدحجابی» اختصاص داشت. علی مطهّری به نمایندگی از امضاکنندگان، سوالات را مطرح کرد و اشاره کرد که احمدی‌نژاد در یک برنامه تلویزیونی، دولت را مسئول برخورد با بدحجابی ندانسته و از دیگر دستگاه‌ها انتقاد کرده است. این سخنان با اعتراض روحانیون و نمایندگان مجلس مواجه شد، اما احمدی‌نژاد نظر خود را تکرار کرد. مطهّری هشدار داد که این «چراغ سبز نشان دادن» ممکن است به وضعیتی خارج از کنترل منجر شود. مسعود پزشکیان یکی از نمایندگان امضاکننده این سوالات بود. علی مطهری پیش از این اعلام کرده بود که امضاکنندگان این طرح با یکدیگر هم قسم شده‌اند تا آن را به سرانجام برسانند. ستاد رسمی مسعود پزشکیان در فرایند چهاردهمین انتخابات ریاست‌جمهوری اعلام کرد پزشکیان به هیچ وجه موافق این بند از سوالات طرح شده از رئیس دولت دهم نبوده است و توضیح داد چون طرح سؤال از رئیس‌جمهور نیازمند درخواست حداقل یک چهارم نمایندگان مجلس است، سوالات مختلف نمایندگان، تجمیع شده و به‌صورت یکجا ارسال شد و امضای پزشکیان در فرایند سؤال از احمدی‌نژاد ناظر به این بند نبوده و بندهای دیگر سوالات مطرح شده، مدنظر او بوده است. این ستاد توضیح داد برای عملیاتی شدن طرح سؤال از رئیس‌جمهور نیاز به تجمیع سوالات بود تا هم از تکرار این فرایند جلوگیری شود و در عین حال نمایندگان بیشتری بتوانند سوالات خود را از رئیس‌جمهور بپرسند.
پزشکیان در جریان مبارزات چهاردهمین انتخابات ریاست‌جمهوری، طرح نور برای برقراری مجدد گشت ارشاد را به سیاهی تشبیه کرد.

### فیلترینگ
پزشکیان از مخالفان طرح صیانت در مجلس یازدهم بوده است. در جریان چهاردهمین انتخابات ریاست‌جمهوری، وی از محدودیت‌های اینترنتی و فیلترینگ انتقاد کرد و آن را عامل ساقط کردن کسب‌وکارهای مجازی دانست. با این حال پزشکیان از «مداخله دولت در اینترنت» در زمان بحران‌های خاص دفاع می‌کند. وی در اظهارنظری پیش از برگزاری انتخابات ۱۴۰۳ دربارهٔ سانسور اینترنت در ایران، گفت: «در تمام دنیا در مواقع خاص محدودیت‌هایی دارند اما نباید این‌طور باشد که الان وقتی هیچ مسئله‌ای نیست فیلترینگ بگذاریم.»

### برجام و اف‌ای‌تی‌اف
پزشکیان از اعضای کمیسیون بررسی برجام در دورهٔ دهم مجلس بوده است و به طوری کلی از مفاد آن حمایت کرده است. وی مخالفان برجام را از «کاسبان تحریم» می‌داند. پزشکیان از پیوستن ایران به FATF حمایت کرده است و معتقد است که پیوستن به این معاهده برای شفافیت اقتصادی ایران ضروری است. پزشکیان استدلال می‌کند که حتی چین هم بدون رفع مشکل FATF در ایران سرمایه‌گذاری نخواهد کرد.

### اقوام
پزشکیان در خلال زمان تبلیغات انتخابات ریاست جمهوری بارها در سخنان و مصاحبه‌هایش بر لزوم بهره از ظرفیت اقوام تأکید کرد. او در سخنانش گفت که «صدای شما بی‌صدایان و صدای اقوام» می‌شوم. وی طی بیانیه‌ای در خصوص اقوام نوشت: «پیشنهاد و راهکار مشخص ما در جبران کاستی‌ها و محرومیت‌های تاریخی و مزمن در این نواحی رویکرد «تبعیض مثبت» و تمرکز برنامه‌ها و منابع برای پیشرفت و آبادانی نقاطی است که به شکلی شایسته مورد توجه برنامه ریزان قرار نگرفته است و متأسفانه به محرومیت این شهر یاران و خاک مهربانان» از توسعه متوازن و همه‌جانبه انجامیده است. پزشکیان همچنین طی مصاحبه‌ای تأکید کرد که کُرد و عرب و همه کسانی که در این کشور ایران زندگی می‌کنند بر اساس شایستگی باید جایگاه خود را داشته باشند.
همچنین مسعود پزشکیان در بخش نخست مناظره با سعید جلیلی به اظهاراتی که از قول او در برخی رسانه‌ها علیه مولوی عبدالحمید امام جمعه اهل سنت زاهدان منتشر شد واکنش نشان داد و انتقاد کرد
پس از پیروزیِ پزشکیان، شورای راهبردی برای انتخاب کابینه تشکیل شد. این شورا با اعتراض اقوام مواجه شد که سرانجام پس از اعتراض، یک عرب و یک نفر کُرد اهل سنت به این شورا اضافه شدند. پس از انتخاب کابینه به مجلس مجدد اعتراضاتی از سوی مردم بلوچ صورت گرفت. مولوی عبدالحمید از پزشکیان انتقاد کرد و گفت که وعده وزیر اهل سنت عملی نشد. پس از آن پزشکیان با صدور حکمی عبدالکریم حسین‌زاده که از کُردهای اهل تسنن است را به سمت معاون خود در امور توسعه روستایی، مناطق محروم و عشایر کشور منصوب کرد.
پزشکیان خواستار اجرای اصل ۱۵ قانون اساسی ایران برای همه قومیت‌ها شده است. این اصل می‌گوید: «زبان و خط رسمی و مشترک مردم ایران فارسی است. اسناد و مکاتبات و متون رسمی و کتب درسی باید با این زبان و خط باشد ولی استفاده از زبان‌های محلی و قومی در مطبوعات و رسانه‌های گروهی و تدریس ادبیات آن‌ها در مدارس، در کنار زبان فارسی آزاد است.» او اجرای این اصل را مانع بهانه دادن به «دست تجزیه‌طلبان و اختلاف‌افکنان» خوانده است. او در ۷ اسفند ۱۳۹۴ در جلسه مجلس گفت «از اینکه خدا من را تُرک آفریده، شاکر هستم و هیچ‌کس حق ندارد زبان و فرهنگ تُرک‌ها را مسخره کند.»

## چهرهٔ عمومی

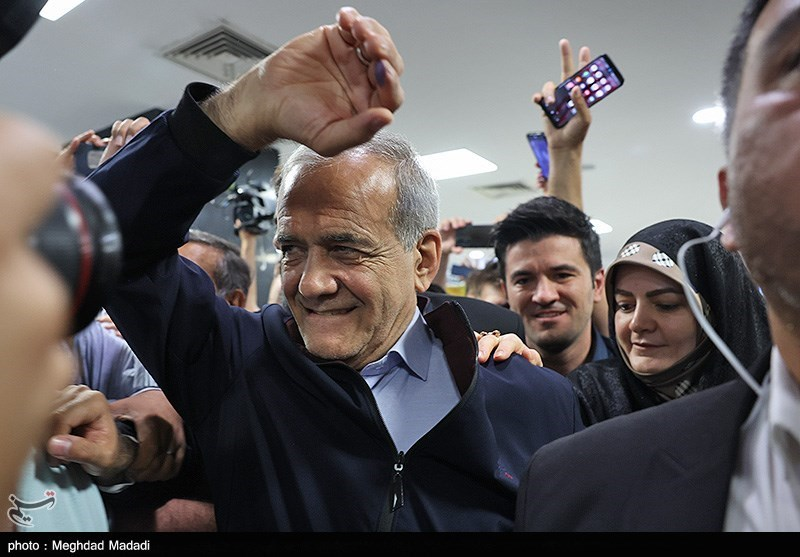
مسعود پزشکیان در بیمارستان فیروز آبادی

به گفتهٔ نجمه بزرگمهر در فایننشال تایمز، پزشکیان ابتدا نامزد برجسته‌ای در جناح اصلاح‌طلبان در نظر گرفته نمی‌شد اما به‌دلیل «صراحت، تمایل به انتقاد از سیاست‌های افراطی جمهوری اسلامی و تعهد به عدالت و برابری» ستایش‌گرانی به دست آورد و حضورش باعث دگرگونی رقابت‌ها شد. هانا کاویانی در رادیو فردا به «صراحت لهجه و سخنرانی‌های تندوتیزش» در دورهٔ نمایندگی مجلس اشاره کرد.
در طول تبلیغات انتخاباتی و پس از آن، کاپشن پزشکیان مورد توجه رسانه‌ها قرار گرفت. به عقیدهٔ فرناز فصیحی در نیویورک تایمز، کاپشن پوشیدن پزشکیان به جای کت و شلوار، نشانه‌ای از شخصیت پوپولیستی اوست.
منابع خبری مانند شرق، نزدیک به اصلاح‌طلبان، خانوادهٔ پزشکیان را به دور از حاشیه و خودش را دارای کارنامه‌ای شفاف در مسائل اقتصادی می‌دانند. با این وجود مخالفان سیاسی‌اش مثل علیرضا زاکانی او را متهم به دفاع از افرادی که در فساد دست داشته‌اند و دو نماینده مجرم کرده‌اند.

## زندگی شخصی

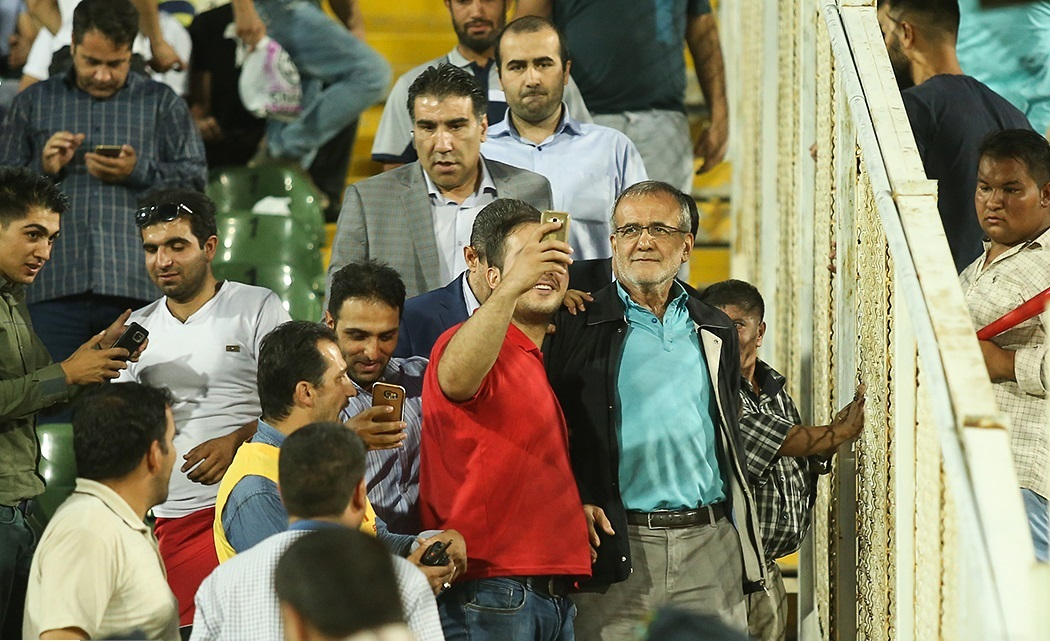
پزشکیان در ورزشگاه یادگار امام، مرداد ۱۳۹۷

پزشکیان در دوران دانشجویی عضو انجمن اسلامی دانشجویان بود و با همسرش فاطمه مجیدی که پزشک متخصص زنان بود آشنا شد و هنگام وقوع انقلاب فرهنگی از او خواستگاری کرد. پزشکیان همسر و یکی از فرزندان خود را در سال ۱۳۷۳ بر اثر سانحهٔ رانندگی از دست داد. او پس از آن هرگز ازدواج نکرد. او هنوز هم با دیدن تصویر همسرش اندوهگین می‌شود، از جمله در اجلاس خانواده پس از دیدن عکس همسر مرحومش نتوانست برای دقایقی به سخنرانی خود ادامه دهد و در نهایت بدون سخنرانی پایین آمد و روی صندلی نیز شروع به گریه برای همسرش کرد. وی سه فرزند دیگرش — یک دختر و دو پسر — را به تنهایی بزرگ کرد. پزشکیان تا سال ۱۳۹۵ سه نوه داشت.
در جریان استیضاح علی ربیعی، وزیر سابق تعاون، کار و رفاه اجتماعی در سال ۱۳۹۷، اتهاماتی در خصوص غیرشفاف بودن حضور دختر پزشکیان در پتروشیمی جم مطرح شد. پزشکیان در توضیح گفت دخترش دارای تحصیلات مرتبط با شغلش است و فوق لیسانس شیمی را از دانشگاه شریف دریافت کرده است. او بیان کرد که زهرا پزشکیان پیش از روی کار آمدن دولت روحانی در پتروشیمی جم مشغول به کار شده بود.
پزشکیان از هواداران باشگاه فوتبال تراکتور تبریز است. او همچنین مدرس قرآن و نهج‌البلاغه است. او علاوه بر زبان فارسی، به زبان‌های ترکی آذربایجانی، کُردی، عربی و انگلیسی تسلط دارد.